# Sabantuy

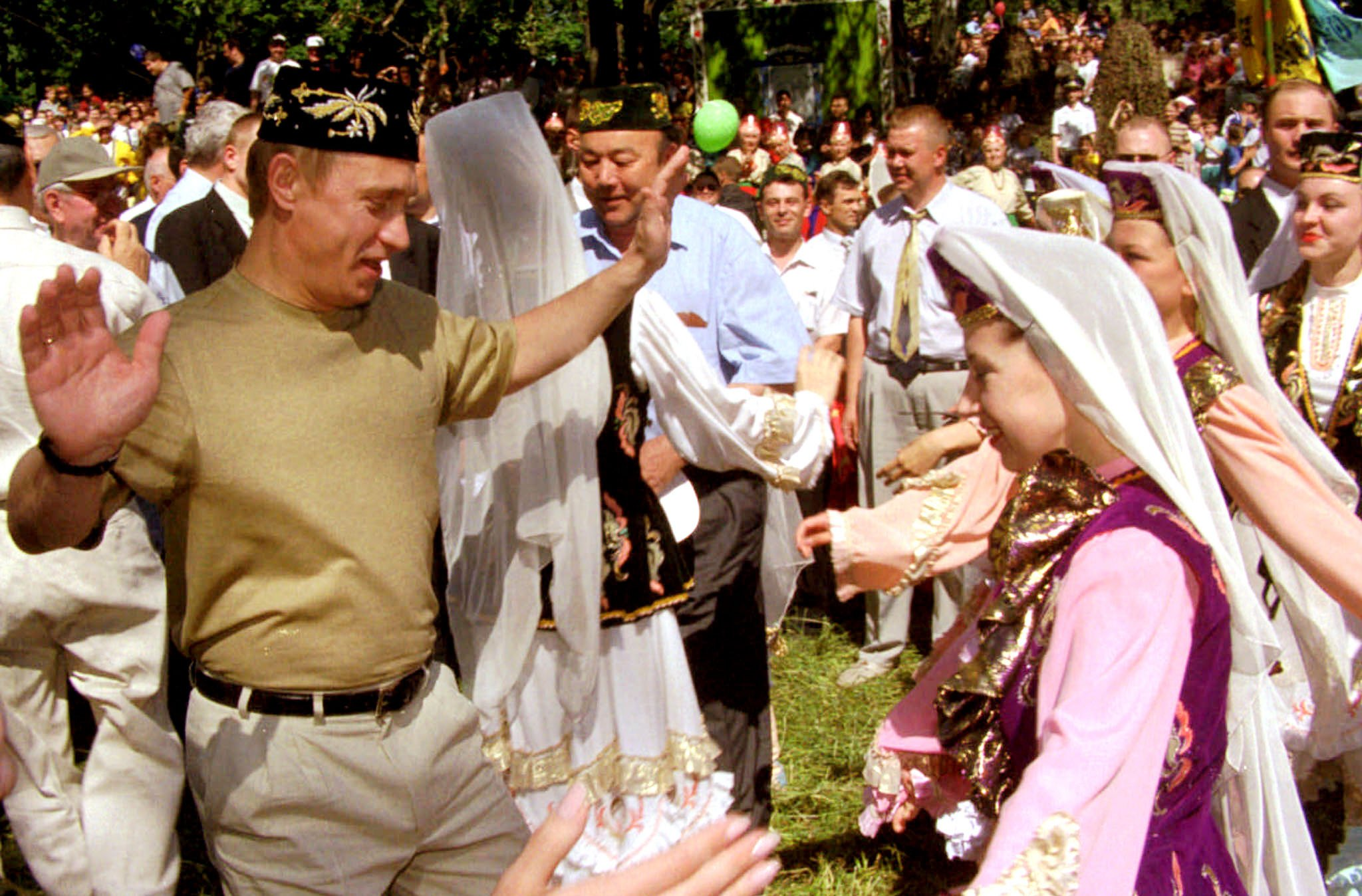
Vladimir Putin la Sabantuy, la Kazan, în anul 2000.

Sabantuy este un festival de vară al bașchirilor și tătarilor, care datează din perioada Hanatului bulgar al Volgăi. Acest festival se regăsește, sub forme variate, și la alte popoare ale regiunii Volgăi, precum ciuvașii, marii, mordvinii, udmurții, precum și la alte popoare turcofone. Dacă inițial Sabantuy era un festival rural, în prezent a devenit o sărbătoare națională, larg celebrată și în orașe. În 2012, la Kazan, Sabantuy a fost sărbătorit pe 23 iunie.

## Istorie
Originile festivalului Sabantuy datează din perioada pre-islamică; sărbătoarea avea loc atunci înainte de începerea sezonului de semănat. Scopul inițial al ceremoniei era, cel mai probabil, de a îmbuna spiritele fertilității pentru a obține recolte bogate în anul ce urma. Cântecele tradiționale și alte obiceiuri asociate cu Sabantuy aveau, cel mai probabil, o conotație religioasă în acea perioadă.
Unele studii atribuie festivalului Sabantuy o tradiție milenară. Celebrul explorator Ahmad ibn Fadlan îl menționează în jurul anului 921.
Mai târziu, după ce islamul s-a răspândit în rândul tătarilor și bașchirilor, iar creștinismul în rândul ciuvașilor, sărbătoarea a devenit una laică. În fiecare regiune, satele o celebrau pe rând.
La începutul secolului al XX-lea, Sabantuy a fost recunoscut ca festivalul național al tătarilor. Autoritățile sovietice au aprobat această sărbătoare, probabil datorită originilor sale simple și rurale. Totuși, ele au mutat celebrarea Sabantuy după încheierea sezonului de semănat, fuzionând-o cu vechiul festival de vară Cıyın (în chirilică: Җыен, [ʑɯɪˈɯn]).
În 2007, Moscova și-a anunțat intenția de a nominaliza festivalul Sabantuy pentru a fi inclus în lista Patrimoniului cultural imaterial al umanității.

## Tradiții
Principalele elemente caracteristice ale festivalului Sabantuy includ competiții sportive precum kurach (lupte tătare), curse de cai, curse în sac, urcarea pe stâlpi și alergarea cu o lingură ținută în gură, în care se află un ou, printre alte concursuri. Aceste activități au loc într-un spațiu numit mäydan, situat de obicei la marginea unei păduri.
O tradiție numită sörän consta în colectarea unei taxe de participare de la cei prezenți la festival, pentru a finanța premiile câștigătorilor competițiilor. Qarğa botqası este o fiertură tradițională pregătită în avans pentru a fi distribuită copiilor din sat. Pentru prepararea acestei fierturi se colectau alimente de la locuitorii satului, iar ouă colorate erau, de asemenea, adunate.
Totuși, autoritățile sovietice au considerat că aceste tradiții erau legate de ritualuri religioase și le-au interzis. O altă tradiție era mersul la cimitir pentru a se ruga.
În vremuri mai recente, Sabantuy a fost combinat și cu festivaluri de muzică pop și folclorică, precum și cu festivaluri dedicate acordeonului (Uyna, ğarmun! – „Cântă, acordeonule!”).

### Kurash

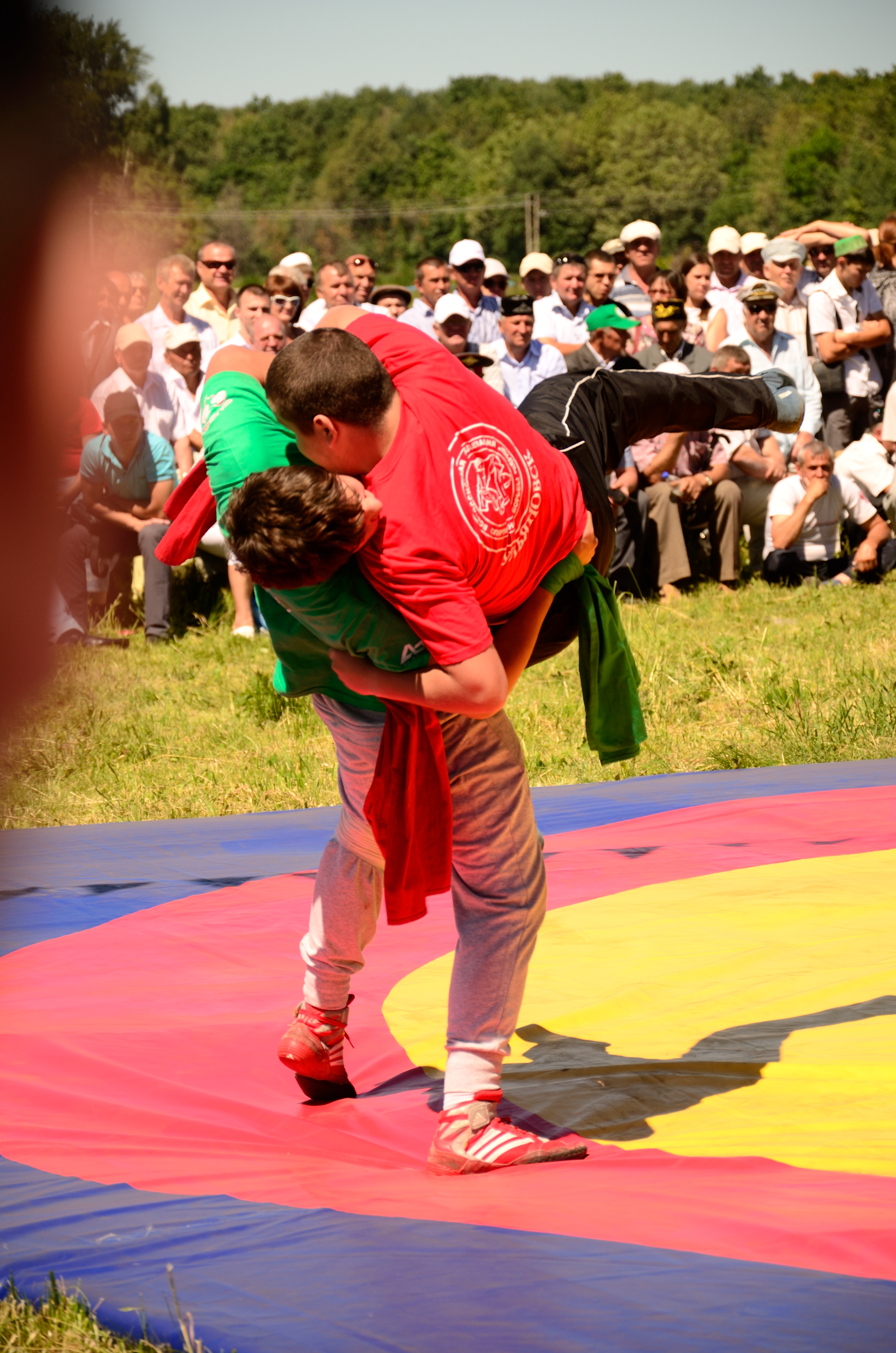
Kurash (în) în timpul festivalului Sabantuy la Ulianovsk

Lupta Kurash este principala competiție din cadrul festivalului Sabantuy. Luptătorii folosesc prosoape, iar scopul este să-și răstoarne adversarul.
De obicei, competiția începe cu băieții tineri. La finalul festivalului Sabantuy, finala de kourach devine punctul central al atenției. Câștigătorul este desemnat batır, eroul Sabantuy-ului. Recompensa variază: de la un berbec viu în satele mici, până la un automobil în orașele mari.

### Calendarul festivalului
Sabantuy nu are o dată fixă de desfășurare. Festivitățile au loc aproximativ între 15 iunie și 1 iulie și se țin, de obicei, într-o zi de duminică. Inițial, sărbătorile Sabantuy sunt organizate în sate, apoi în districtele rurale, iar ultimele au loc în marile orașe. Ultimul Sabantuy are loc la Kazan, capitala Tatarstanului. Un calendar similar este aplicat și pentru Akatuy în Ciuvașia și Habantuy în Bașchiria.
În ultimii ani, guvernul rus a organizat o sărbătoare Sabantuy la Moscova. Multe orașe din Europa și Asia care găzduiesc o comunitate importantă din diaspora tătară, precum Moscova, Sankt Petersburg, Tallinn, Praga, Istanbul, Kiev și Tașkent, celebrează de asemenea festivalul Sabantuy.
Astăzi, Sabantuy a devenit un festival internațional care atrage numeroși participanți din diverse etnii, atât în Tatarstan, cât și în întreaga lume.

## Tradiții politice
Sabantuy este un simbol al Tatarstanului. De aceea, președinții ruși aflați în vizită în această republică încearcă să participe la festival. În timpul vizitei sale la Kazan, la mijlocul anilor 1990, Boris Elțîn a devenit centrul atenției la sărbătoarea Sabantuy, când a luat parte la o competiție tradițională în care participanții trebuie să spargă un vas de ceramică având ochii legați. Vladimir Putin a participat la o probă umoristică în care concurenții trebuie să-și scufunde fața într-un vas cu lapte fermentat pentru a prinde o monedă, fără a-și folosi mâinile.